# Ji Qinghua
Ji Qinghua (1972) es una deportista china que compitió en halterofilia. Ganó una medalla de plata en el Campeonato Mundial de Halterofilia de 1990, en la categoría de 60 kg.

## Palmarés internacional
| Campeonato Mundial | Campeonato Mundial    | Campeonato Mundial | Campeonato Mundial |
| Año                | Lugar                 | Medalla            | Categoría          |
| ------------------ | --------------------- | ------------------ | ------------------ |
| 1990               | Sarajevo (Yugoslavia) | Medalla de plata   | 60 kg              |